# استپان کوورکوف
استپان آقابیکی کوورکوف (ارمنی: Ստեփան Աղաբեկի Կևորկով؛ زاده ۱ آوریل ۱۹۰۳ – درگذشته ۱۵ ژوئیهٔ ۱۹۹۱) یک بازیگر، کارگردان و فیلم‌نامه‌نویس ارمنی زاده روسیه بود.

## زندگی‌نامه
وی در ۱ آوریل ۱۹۰۳ در مسکو زاده شد و در سال ۱۹۳۰ از کالج دولتی فیلم مسکو فارغ‌التحصیل شد. وی همچنین برندهٔ جوایزی همچون چهره هنری شایسته ارمنستان شوروی و جایزه هنرمند مردمی اتحاد جماهیر شوروی (۱۹۷۰) شده‌است. وی در ۱۵ ژوئیهٔ ۱۹۹۱ در سن ۸۸ سالگی در ایروان درگذشت و در آرامستان مرکزی ایروان (توخماخ) به خاک سپرده شد.